# John Carter Rose

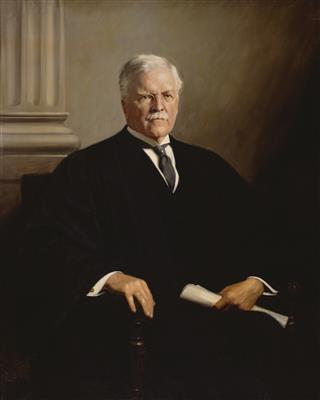
John Carter Rose

John Carter Rose (* 27. April 1861 in Baltimore, Maryland; † 26. März 1927 in Atlantic City, New Jersey) war ein US-amerikanischer Jurist. Nach seiner erstmaligen Berufung durch Präsident William Howard Taft fungierte er von bis 1910 bis zu seinem Tod im Jahr 1927 als Bundesrichter. Zunächst gehörte er dem Bundesbezirksgericht für den Distrikt von Maryland an, dann ab 1922 dem Bundesberufungsgericht für den vierten Gerichtskreis.

## Werdegang
Nach dem Schulbesuch absolvierte John Rose die University of Maryland in Baltimore und erwarb an deren School of Law 1882 den Bachelor of Laws. Daraufhin begann er in seiner Heimatstadt als Rechtsanwalt zu arbeiten. Gleichzeitig wurde er als Leitartikler für die Baltimore Sun tätig. Im Jahr 1890 fungierte er als Aufsichtsbeamter für den United States Census in Maryland. Ab 1898 hatte er das Amt des Bundesstaatsanwalts für den Distrikt von Maryland inne. In dieser Funktion folgte ihm John Philip Hill.
Am 25. März 1910 wurde Rose durch Präsident Taft zum Richter am United States District Court for the District of Maryland ernannt; damit übernahm er einen zuvor neu eingerichteten Sitz. Die Bestätigung durch den Senat der Vereinigten Staaten erfolgte am 4. April desselben Jahres, woraufhin er sein Amt unmittelbar darauf antrat. Am 20. Dezember 1922 wechselte er – diesmal auf Berufung durch Präsident Warren G. Harding elf Tage zuvor – an den United States Court of Appeals for the Fourth Circuit, der für die Bundesstaaten Maryland, North Carolina, South Carolina, Virginia und West Virginia zuständig ist. Hier übernahm er ebenfalls einen neuen Sitz. Eine erste Nominierung vom 27. November desselben Jahres war ohne Senatsvotum verstrichen. Er verstarb am 26. März 1927 in Atlantic City; sein Sitz fiel danach an Elliott Northcott. John Rose wurde auf dem Loudon Park Cemetery in Baltimore beigesetzt.